# Gorch Pieken

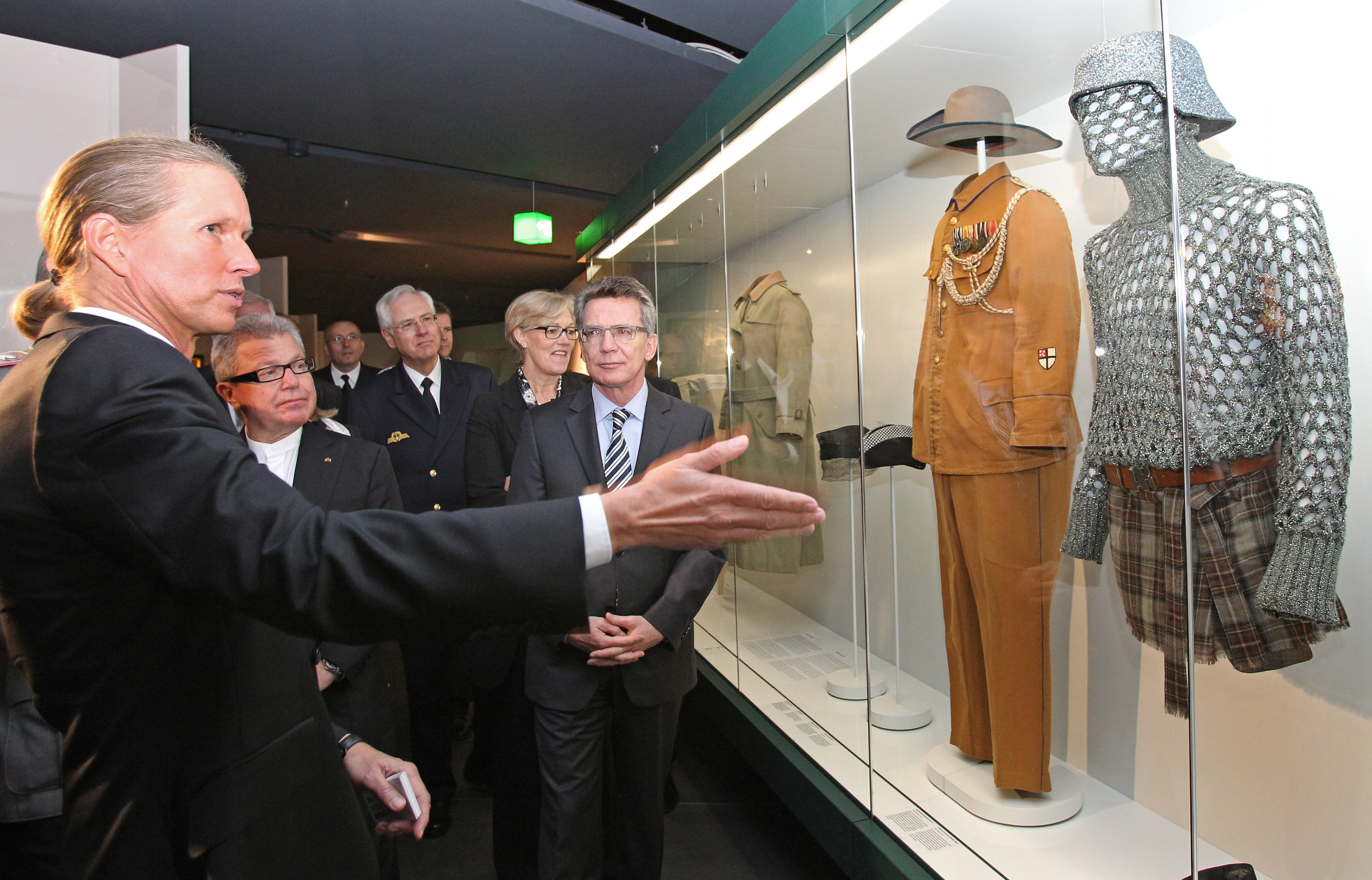
Gorch Pieken (links) bei der Neueröffnung des Militärhistorischen Museums in Dresden (2011)

Gorch Pieken (* 14. September 1961 in Sanderbusch) ist ein deutscher Historiker und Filmproduzent. Pieken ist seit April 2018 leitender Kurator des Humboldt-Labors am Humboldt Forum.

## Leben
Pieken stammt aus Friesland. 1981/82 leistete er Wehrdienst beim 3. Flugabwehrregiment 100 in Wuppertal-Ronsdorf. Danach studierte er Geschichte, Kunstgeschichte und Niederländischen Philologie an der Universität zu Köln (M.A. 1990). 1994 wurde er beim Frühneuzeitforscher Johannes Kunisch an der Philosophischen Fakultät mit der Dissertation Herrschaftssystem und internationales Konfliktverhalten am Beispiel der Republik der Vereinigten Niederlande zwischen 1650 und 1672 zum Dr. phil. promoviert.
Er war von 1995 bis 2005 wissenschaftlicher Mitarbeiter und Kurator, ab 1998 zuständig für den Bereich Neue Medien, am Deutschen Historischen Museum (DHM) in Berlin. Von 2006 bis 2011 war er Projektleiter für die Neukonzeption und den Neubau des Militärhistorischen Museums (MHM) der Bundeswehr in Dresden. Ab 2011 bis 2017 war er wissenschaftlicher Direktor und Leiter der Bereiche Ausstellungen, Sammlung, Bildung und Forschung des MHM. Im Herbst 2017 wurde er an das Zentrum für Militärgeschichte und Sozialwissenschaften der Bundeswehr in Potsdam abgeordnet.
Seit 1999 ist er neben seinen Buchveröffentlichungen Autor und Produzent von Dokumentarfilmen u. a. für arte, das ZDF und die ARD. 2006 wurde er Mitglied des wissenschaftlichen Beirats des Volksbundes Deutsche Kriegsgräberfürsorge.

## Auszeichnungen
- 2011: Ehrenkreuz der Bundeswehr in Gold

## Filmografie
- 2000: Marie und Marie – Der schöne Schein einer Fälschung
- 2002: Der ausgestopfte Mohr – Der Mensch als Exponat
- 2003: Verkaufte Seelen – Der Große Kurfürst und die Sklaven
- 2004: Heldentod – Der Mythos vom schönen Sterben
- 2004: Chronik eines verordneten Todes – Die Vernichtung einer deutschen Familie
- 2007: Preußisches Liebesglück – Eine deutsche Familie aus Afrika
- 2010: Schlaflos im Krieg – Die pharmazeutische Waffe

## Schriften (Auswahl)

### Monografien
- Cornelia Kruse: Das Haushaltsbuch der Elsa Chotzen. Schicksal einer jüdischen Familie 1937–1946. Nicolai, Berlin 2006, ISBN 978-3-89479-298-5.
- Preußisches Liebesglück. Eine deutsche Familie aus Afrika. Propyläen, Berlin 2007, ISBN 978-3-549-07337-7.
- Militärhistorisches Museum Dresden. Architektur. Sandstein, Dresden 2013, ISBN 978-3-95498-040-6.

### Herausgeberschaften
- hrsg. mit Matthias Rogg: Das Militärhistorische Museum der Bundeswehr. Ausstellungsführer. Sandstein, Dresden 2011, ISBN 978-3-942422-69-7.
- hrsg. mit Matthias Rogg, Jens Wehner: Stalingrad. Eine Ausstellung des Militärhistorischen Museums der Bundeswehr. Sandstein, Dresden 2012, ISBN 978-3-95498-009-3.
- hrsg. mit Gerhard Bauer, Matthias Rogg: Blutige Romantik. 200 Jahre Befreiungskriege. Essays und Katalog. 2 Bände, Sandstein, Dresden 2013, ISBN 978-3-95498-037-6.
- hrsg. mit Matthias Rogg: Rechtsextreme Gewalt in Deutschland. 1990–2013 (= Forum MHM. Schriftenreihe des Militärhistorischen Museums der Bundeswehr, Band 3). Sandstein, Dresden 2013, ISBN 978-3-95498-014-7.
- hrsg. mit Matthias Rogg: Schuhe von Toten. Dresden und die Shoa (= Forum MHM. Schriftenreihe des Militärhistorischen Museums der Bundeswehr, Band 4). Sandstein, Dresden 2014, ISBN 978-3-95498-054-3.
- hrsg. mit Stephan Huck, Matthias Rogg: Die Flotte schläft im Hafen ein. Kriegsalltag 1914–1918 in Matrosen-Tagebüchern (= Forum MHM. Schriftenreihe des Militärhistorischen Museums der Bundeswehr, Band 6). Sandstein, Dresden 2014, ISBN 978-3-95498-095-6.
- hrsg. mit Linda von Keyserlingk, Matthias Rogg: Attentat auf Hitler. Stauffenberg und mehr (= Forum MHM. Schriftenreihe des Militärhistorischen Museums der Bundeswehr, Band 8). Sandstein, Dresden 2014, ISBN 978-3-95498-121-2.
- Woher? Wohin? Martin Hertrampf. Bilder vom Abzug der russischen Streitkräfte aus Sachsen. Mit Texten von Durs Grünbein, hrsg. von Katja Protte (= Forum MHM. Schriftenreihe des Militärhistorischen Museums der Bundeswehr, Band 1). Sandstein, Dresden 2012, ISBN 978-3-95498-004-8.
- Krieg und Wahnsinn. Kunst aus der zivilen Psychiatrie zu Militär und I. Weltkrieg. Werke der Sammlung Prinzhorn, hrsg. von Sabine Hohnholz, Thomas Röske, Maike Rotzoll (= Forum MHM. Schriftenreihe des Militärhistorischen Museums der Bundeswehr, Band 7). Sandstein, Dresden 2014, ISBN 978-3-88423-481-5.
- hrsg. mit Gerhard Bauer, Matthias Rogg: 14 – Menschen – Krieg. Essays und Katalog. 2 Bände, Sandstein, Dresden 2014, ISBN 978-3-95498-076-5.
- hrsg. mit Matthias Rogg, Ansgar Snethlage: Schlachthof 5 – Dresdens Zerstörung in literarischen Zeugnissen. Eine Ausstellung zum 13. Februar 1945. [Militärhistorisches Museum der Bundeswehr, Dresden, 6. Februar bis 12. Mai 2015]. Sandstein, Dresden 2015, ISBN 978-3-95498-139-7.
- hrsg. mit Matthias Rogg: 60 Jahre Bundeswehr. Sandstein, Dresden 2016, ISBN 978-3-95498-191-5.
- hrsg. mit Matthias Rogg, Magnus Pahl: Achtung Spione! Geheimdienste in Deutschland 1945 bis 1956. Sandstein, Dresden 2016, ISBN 978-3-95498-210-3
- Gewalt und Geschlecht. Männlicher Krieg – weiblicher Frieden? 2 Teile. Sandstein Verlag, Dresden 2018, ISBN 978-3-95498-324-7.
- hrsg. mit Ralf von den Hoff: Prinzip Held. Von Heroisierung und Heroismen. Wallstein Verlag, Göttingen 2024, ISBN 978-3-8353-5581-1.